# Верхня Роганка
Ве́рхня Рога́нка (до 1923 року — хутір Роганський, в 1930-х — 1940-х — Червона Роганка) — село в Україні, у Вільхівській сільській громаді Харківського району Харківської області. Населення становить 179 осіб. До 2020 орган місцевого самоврядування — Вільхівська сільська рада.

## Географія
Село Верхня Роганка знаходиться поблизу витоку річки Роганка, нижче за течією на відстані 3 км розташоване село Сороківка.

## Історія

Верхня Роганка на мапі 1783 року

- Хутір Роганський на місці сучасного села існував вже в 1779 році. Про це свідчать данні перепису, за якими хутором з населенням 9 душ володів пан Мосцевий[1].
- 12 червня 2020 року, розпорядженням Кабінету Міністрів України № 725-р «Про визначення адміністративних центрів та затвердження територій територіальних громад Харківської області», увійшло до складу Вільхівської сільської громади[2].
- 19 липня 2020 року, в результаті адміністративно-територіальної реформи та ліквідації Харківського району(1923—2020), село увійшло до складу новоутвореного Харківського району[3].